# Spielvereinigung Bayreuth 2022-2023
Questa voce raccoglie le informazioni riguardanti la Spielvereinigung Bayreuth nelle competizioni ufficiali della stagione 2022-2023.

## Stagione
Nella stagione 2022-2023 il Bayreuth, allenato da Thomas Kleine e Julian Kolbeck, concluse il campionato di 3. Liga al 20º posto e fu retrocesso in Regionalliga. In Coppa di Germania il Bayreuth fu eliminato al primo turno dall'Amburgo. In Coppa Baviera il Bayreuth fu eliminato agli ottavi di finale dal Kickers Würzburg.

## Rosa
| N. |                     | Ruolo | Calciatore             |
| -- | ------------------- | ----- | ---------------------- |
| 1  | Germania (bandiera) | P     | Lucas Zahaczewski      |
| 2  | Germania (bandiera) | A     | Christoph Fenninger    |
| 3  | Germania (bandiera) | D     | Dennis Lippert         |
| 4  | Germania (bandiera) | D     | Nico Moos              |
| 5  | Germania (bandiera) | D     | Edwin Schwarz          |
| 6  | Germania (bandiera) | C     | Benedikt Kirsch        |
| 6  | Germania (bandiera) | C     | Tim Latteier           |
| 7  | Germania (bandiera) | A     | Tobias Stockinger      |
| 8  | Germania (bandiera) | A     | Daniel Steininger      |
| 9  | Germania (bandiera) | A     | Alexander Nollenberger |
| 10 | Germania (bandiera) | A     | Agyemang Diawusie      |
| 11 | Germania (bandiera) | A     | Markus Ziereis         |
| 13 | Germania (bandiera) | C     | Alexander Groiß        |
| 14 | Germania (bandiera) | A     | Martin Thomann         |
| 15 | Germania (bandiera) | A     | Jann George            |

| N. |                     | Ruolo | Calciatore       |
| -- | ------------------- | ----- | ---------------- |
| 16 | Germania (bandiera) | C     | Cemal Kaymaz     |
| 17 | Germania (bandiera) | A     | Stefan Maderer   |
| 18 | Germania (bandiera) | C     | Jonas Larkow     |
| 19 | Germania (bandiera) | D     | Steffen Eder     |
| 21 | Germania (bandiera) | D     | Tobias Weber     |
| 23 | Germania (bandiera) | D     | Luke Hemmerich   |
| 24 | Germania (bandiera) | D     | Felix Weber      |
| 25 | Kosovo (bandiera)   | C     | Eroll Zejnullahu |
| 26 | Germania (bandiera) | C     | Koray Kaiser     |
| 27 | Germania (bandiera) | D     | Marcel Götz      |
| 28 | Germania (bandiera) | A     | Felix Landgraf   |
| 30 | Svizzera (bandiera) | C     | Nico Andermatt   |
| 31 | Germania (bandiera) | P     | Sebastian Kolbe  |
| 33 | Germania (bandiera) | A     | Moritz Heinrich  |
| 37 | Germania (bandiera) | P     | Luca Petzold     |

## Organigramma societario
Area tecnica
- Allenatore: Julian Kolbeck
- Allenatore in seconda:
- Preparatore dei portieri: Udo Gans
- Preparatori atletici: Axel Dörrfuß

## Calciomercato

### Sessione estiva
| Acquisti | Acquisti            | Acquisti         | Acquisti |
| R.       | Nome                | da               | Modalità |
| -------- | ------------------- | ---------------- | -------- |
| A        | Jann George         | Erzgebirge Aue   |          |
| A        | Christoph Fenninger | Rosenheim 1860   |          |
| C        | Alexander Groiß     | Saarbrücken      |          |
| P        | Luca Petzold        | Rot-Weiß Erfurt  |          |
| A        | Moritz Heinrich     | Kickers Würzburg |          |
| D        | Luke Hemmerich      | Preußen Münster  |          |
| C        | Tim Latteier        | Norimberga       |          |
| C        | Patrick Scheder     | Carl Zeiss Jena  |          |
| A        | Martin Thomann      | Schweinfurt 05   |          |
| C        | Eroll Zejnullahu    | Berliner AK 07   |          |

| Cessioni | Cessioni        | Cessioni           | Cessioni |
| R.       | Nome            | a                  | Modalità |
| -------- | --------------- | ------------------ | -------- |
| D        | Johannes Golla  | VfB Eichstätt      |          |
| D        | David Pfeil     | Greuther Fürth II  |          |
| C        | Tim Danhof      | Erzgebirge Aue     |          |
| A        | Ivan Knežević   | Erzgebirge Aue     |          |
| C        | Anton Makarenko | TSV Neudrossenfeld |          |

### Sessione invernale
| Acquisti | Acquisti          | Acquisti | Acquisti |
| R.       | Nome              | da       | Modalità |
| -------- | ----------------- | -------- | -------- |
| A        | Agyemang Diawusie | Ried     |          |

| Cessioni | Cessioni        | Cessioni           | Cessioni |
| R.       | Nome            | a                  | Modalità |
| -------- | --------------- | ------------------ | -------- |
| C        | Patrick Weimar  | TSV Neudrossenfeld |          |
| A        | Lucas Chrubasik | DJK Vilzing        |          |
| C        | Patrick Scheder | Meuselwitz         |          |

## Risultati

### 3. Liga

#### Girone di andata
| Arbitro: | Kessel |

|            |           |  |
| Schmidt 5’ | Marcatori |  |

| Arbitro: | Erbst |

|  |           |             |
|  | Marcatori | 88’ Vermeij |

| Arbitro: | Gansloweit |

|                                                 |           |                |
| Hollerbach 5’ Iredale 31’ Brumme 61’ Froese 85’ | Marcatori | 56’ Steininger |

| Arbitro: | Schultes |

|                  |           |  |
| Nollenberger 82’ | Marcatori |  |

| Arbitro: | Hanslbauer |

|                       |           |  |
| König 10’ Baumann 25’ | Marcatori |  |

| Arbitro: | Hildenbrand |

|            |           |           |
| Ziereis 2’ | Marcatori | 56’ Young |

| Arbitro: | Exner |

|                         |           |                  |
| Martinovic 17’ Sohm 86’ | Marcatori | 14’ Nollenberger |

| Arbitro: | Oldhafer |

|  |           |                                                    |
|  | Marcatori | 21’, 35’, 59’ Jacob 44’ Uaferro 51’ Cuni 87’ Biada |

| Arbitro: | Schwengers |

|            |           |             |
| Wegner 29’ | Marcatori | 86’ Ziereis |

| Arbitro: | Bacher |

|                  |           |              |
| Nollenberger 45’ | Marcatori | 7’ Schäffler |

| Arbitro: | Winter |

|  |           |                  |
|  | Marcatori | 46’ Nollenberger |

| Arbitro: | Lechner |

|                  |           |                                     |
| Nollenberger 27’ | Marcatori | 14’ Sessa 67’ Wolfram 81’ Grodowski |

| Arbitro: | Benen |

|                                           |           |  |
| Zimmerschied 32’ Nietfeld 45’ Steczyk 74’ | Marcatori |  |

| Arbitro: | Aytekin |

|            |           |  |
| George 41’ | Marcatori |  |

| Arbitro: | Hempel |

|           |           |                  |
| Kölle 65’ | Marcatori | 38’ Nollenberger |

| Arbitro: | Heft |

|  |           |               |
|  | Marcatori | 19’ Woltemade |

| Arbitro: | Ballweg |

|                           |           |             |
| Sontheimer 68’ Stehle 69’ | Marcatori | 45’ Ziereis |

| Arbitro: | Petersen |

|                                    |           |           |
| Ziereis 50’ George 55’ Maderer 90’ | Marcatori | 8’ Michel |

| Arbitro: | Cortus |

|                                              |           |  |
| Jonjic 23’ Burger 38’ Besong 45’ Nəzərov 76’ | Marcatori |  |

#### Girone di ritorno
| Arbitro: | Waschitzki-Günther |

|             |           |  |
| Ziereis 17’ | Marcatori |  |

| Arbitro: | Oldhafer |

|                               |           |  |
| Fahrner 4’ Vermeij 90’ (rig.) | Marcatori |  |

| Arbitro: | Sather |

|                                |           |                          |
| Nollenberger 81’ Fenninger 90’ | Marcatori | 50’, 53’, 61’ Hollerbach |

| Arbitro: | Erbst |

|                          |           |                                           |
| Tesche 9’ Engelhardt 50’ | Marcatori | 76’ Fenninger 85’ Zejnullahu 90’ Diawusie |

| Arbitro: | Exner |

|                                                                  |           |                                |
| Ziereis 33’ Zejnullahu 58’ Fenninger 70’ Hemmerich 80’ Weber 88’ | Marcatori | 34’, 83’ Baumann 85’ Schneider |

| Arbitro: | Burda |

|                            |           |  |
| Herzenbruch 62’ Rother 68’ | Marcatori |  |

| Arbitro: | Haslberger |

|             |           |                                     |
| Ziereis 45’ | Marcatori | 10’ Wagner 38’ Winkler 90’ Ekincier |

| Arbitro: | Gerach |

|                                                  |           |  |
| Neudecker 38’, 71’ Rabihic 46’, 68’ Grimaldi 83’ | Marcatori |  |

| Arbitro: | Winter |

|             |           |                             |
| Ziereis 50’ | Marcatori | 38’ Krasniqi 90’ Hasenhüttl |

| Arbitro: | Benen |

|            |           |                                  |
| Arslan 86’ | Marcatori | 37’ (aut.) Will 58’ Nollenberger |

| Arbitro: | Hempel |

|                                      |           |  |
| Zejnullahu 20’, 88’ Nollenberger 48’ | Marcatori |  |

| Arbitro: | Braun |

|                                                 |           |            |
| Stöcker 21’ Grodowski 45’ Meijer 90’ Corboz 90’ | Marcatori | 82’ George |

| Arbitro: | Aarnink |

|  |           |           |
|  | Marcatori | 40’ Berko |

| Arbitro: | Cortus |

|                        |           |  |
| Eder 8’ (aut.) Lex 82’ | Marcatori |  |

| Arbitro: | Sather |

|  |           |                                         |
|  | Marcatori | 7’, 55’ Kölle 65’ Hettwer 76’ Feltscher |

| Arbitro: | Storks |

|                                                               |           |                          |
| Feil 15’ Şahin 24’ Dürholtz 45’ Schnellbacher 45’ Rochelt 64’ | Marcatori | 9’ Zejnullahu 12’ Kirsch |

| Arbitro: | Hempel |

|             |           |                                              |
| Schwarz 24’ | Marcatori | 45’ Marseiler 53’, 56’ Becker 74’ Wunderlich |

| Arbitro: | Wildfeuer |

|            |           |  |
| Michel 56’ | Marcatori |  |

| Arbitro: | Jürgensen |

|                                   |           |                                |
| Fenninger 49’, 50’ Zejnullahu 79’ | Marcatori | 39’ Stefaniak 84’, 90’ Tashchy |

### Coppa di Germania
| Arbitro: | Bacher |

|               |           |                                      |
| Hemmerich 16’ | Marcatori | 83’, 111’ Königsdörffer 97’ Schonlau |

### Coppa Baviera
| 26 luglio 2022, ore 18:30 CEST Primo turno | SV TuS/DJK Grafenwöhr | 0 – 12 | Bayreuth |  |

| 16 agosto 2022, ore 19:00 CEST Secondo turno | Eltersdorf | 0 – 3 | Bayreuth |  |

| 6 settembre 2022, ore 18:30 CEST Ottavi di finale | Kickers Würzburg | 3 – 2 | Bayreuth |  |

## Statistiche

### Statistiche di squadra
| Competizione      | Punti | In casa | In casa | In casa | In casa | In casa | In casa | In trasferta | In trasferta | In trasferta | In trasferta | In trasferta | In trasferta | Totale | Totale | Totale | Totale | Totale | Totale | DR  |
| Competizione      | Punti | G       | V       | N       | P       | Gf      | Gs      | G            | V            | N            | P            | Gf           | Gs           | G      | V      | N      | P      | Gf     | Gs     | DR  |
| ----------------- | ----- | ------- | ------- | ------- | ------- | ------- | ------- | ------------ | ------------ | ------------ | ------------ | ------------ | ------------ | ------ | ------ | ------ | ------ | ------ | ------ | --- |
| 3. Liga           | 32    | 19      | 6       | 3       | 10      | 25      | 37      | 19           | 3            | 2            | 14           | 14           | 44           | 38     | 9      | 5      | 24     | 39     | 81     | -42 |
| Coppa di Germania | -     | 1       | 0       | 0       | 1       | 1       | 3       | 0            | 0            | 0            | 0            | 0            | 0            | 1      | 0      | 0      | 1      | 1      | 3      | -2  |
| Coppa Baviera     | -     | 0       | 0       | 0       | 0       | 0       | 0       | 3            | 2            | 0            | 1            | 17           | 3            | 3      | 2      | 0      | 1      | 17     | 3      | +14 |
| Totale            | 32    | 20      | 6       | 3       | 11      | 26      | 40      | 22           | 5            | 2            | 15           | 31           | 47           | 42     | 11     | 5      | 26     | 57     | 87     | -30 |

### Andamento in campionato
| Giornata  | 1  | 2  | 3  | 4  | 5  | 6  | 7  | 8  | 9  | 10 | 11 | 12 | 13 | 14 | 15 | 16 | 17 | 18 | 19 | 20 | 21 | 22 | 23 | 24 | 25 | 26 | 27 | 28 | 29 | 30 | 31 | 32 | 33 | 34 | 35 | 36 | 37 | 38 |
| --------- | -- | -- | -- | -- | -- | -- | -- | -- | -- | -- | -- | -- | -- | -- | -- | -- | -- | -- | -- | -- | -- | -- | -- | -- | -- | -- | -- | -- | -- | -- | -- | -- | -- | -- | -- | -- | -- | -- |
| Luogo     | T  | C  | T  | C  | T  | C  | T  | C  | T  | C  | T  | C  | T  | C  | T  | C  | T  | C  | T  | C  | T  | C  | T  | C  | T  | C  | T  | C  | T  | C  | T  | C  | T  | C  | T  | C  | T  | C  |
| Risultato | P  | P  | P  | V  | P  | N  | P  | P  | N  | N  | V  | P  | P  | V  | N  | P  | P  | V  | P  | V  | P  | P  | V  | V  | P  | P  | P  | P  | V  | V  | P  | P  | P  | P  | P  | P  | P  | N  |
| Posizione | 16 | 19 | 20 | 15 | 18 | 17 | 18 | 19 | 19 | 20 | 20 | 20 | 20 | 19 | 18 | 19 | 20 | 19 | 19 | 17 | 18 | 19 | 15 | 15 | 15 | 16 | 16 | 18 | 17 | 16 | 17 | 17 | 18 | 18 | 20 | 20 | 20 | 20 |

Legenda:

Luogo: C = Casa; T = Trasferta. Risultato: V = Vittoria; N = Pareggio; P = Sconfitta.

### Statistiche dei giocatori
| Giocatore       | 3. Liga  | 3. Liga | 3. Liga     | 3. Liga    | Coppa di Germania | Coppa di Germania | Coppa di Germania | Coppa di Germania | Totale   | Totale | Totale      | Totale     |
| Giocatore       | Presenze | Reti    | Ammonizioni | Espulsioni | Presenze          | Reti              | Ammonizioni       | Espulsioni        | Presenze | Reti   | Ammonizioni | Espulsioni |
| --------------- | -------- | ------- | ----------- | ---------- | ----------------- | ----------------- | ----------------- | ----------------- | -------- | ------ | ----------- | ---------- |
| N. Andermatt    | 22       | 0       | 4           | 1          | 1                 | 0                 | 1                 | 0                 | 23       | 0      | 5           | 1          |
| L. Chrubasik    | 0        | 0       | 0           | 0          | 0                 | 0                 | 0                 | 0                 | 0        | 0      | 0           | 0          |
| A. Diawusie     | 17       | 1       | 2           | 0          | 0                 | 0                 | 0                 | 0                 | 17       | 1      | 2           | 0          |
| S. Eder         | 15       | 0       | 2           | 0          | 0                 | 0                 | 0                 | 0                 | 15       | 0      | 2           | 0          |
| C. Fenninger    | 27       | 5       | 6           | 0          | 0                 | 0                 | 0                 | 0                 | 27       | 5      | 6           | 0          |
| J. George       | 19       | 3       | 3           | 0          | 0                 | 0                 | 0                 | 0                 | 19       | 3      | 3           | 0          |
| J. Golla        | 0        | 0       | 0           | 0          | 0                 | 0                 | 0                 | 0                 | 0        | 0      | 0           | 0          |
| A. Groiß        | 23       | 0       | 2           | 1          | 1                 | 0                 | 0                 | 1                 | 24       | 0      | 2           | 2          |
| M. Götz         | 22       | 0       | 0           | 0          | 1                 | 0                 | 0                 | 0                 | 23       | 0      | 0           | 0          |
| M. Heinrich     | 32       | 0       | 9           | 0          | 1                 | 0                 | 0                 | 0                 | 33       | 0      | 9           | 0          |
| L. Hemmerich    | 28       | 1       | 4           | 0          | 1                 | 1                 | 0                 | 0                 | 29       | 2      | 4           | 0          |
| K. Kaiser       | 0        | 0       | 0           | 0          | 0                 | 0                 | 0                 | 0                 | 0        | 0      | 0           | 0          |
| C. Kaymaz       | 8        | 0       | 0           | 0          | 0                 | 0                 | 0                 | 0                 | 8        | 0      | 0           | 0          |
| B. Kirsch       | 36       | 1       | 6           | 0          | 1                 | 0                 | 0                 | 0                 | 37       | 1      | 6           | 0          |
| S. Kolbe        | 28       | 0       | 2           | 0          | 1                 | 0                 | 1                 | 0                 | 29       | 0      | 3           | 0          |
| F. Landgraf     | 0        | 0       | 0           | 0          | 0                 | 0                 | 0                 | 0                 | 0        | 0      | 0           | 0          |
| J. Larkow       | 0        | 0       | 0           | 0          | 0                 | 0                 | 0                 | 0                 | 0        | 0      | 0           | 0          |
| T. Latteier     | 31       | 0       | 5           | 0          | 0                 | 0                 | 0                 | 0                 | 31       | 0      | 5           | 0          |
| D. Lippert      | 21       | 0       | 3           | 1          | 1                 | 0                 | 0                 | 0                 | 22       | 0      | 3           | 1          |
| S. Maderer      | 17       | 1       | 1           | 0          | 1                 | 0                 | 0                 | 0                 | 18       | 1      | 1           | 0          |
| N. Moos         | 16       | 0       | 6           | 0          | 0                 | 0                 | 0                 | 0                 | 16       | 0      | 6           | 0          |
| A. Nollenberger | 37       | 9       | 5           | 0          | 1                 | 0                 | 0                 | 0                 | 38       | 9      | 5           | 0          |
| L. Petzold      | 9        | 0       | 1           | 0          | 0                 | 0                 | 0                 | 0                 | 9        | 0      | 1           | 0          |
| P. Scheder      | 0        | 0       | 0           | 0          | 0                 | 0                 | 0                 | 0                 | 0        | 0      | 0           | 0          |
| E. Schwarz      | 23       | 1       | 5           | 0          | 1                 | 0                 | 0                 | 0                 | 24       | 1      | 5           | 0          |
| D. Steininger   | 24       | 1       | 3           | 0          | 1                 | 0                 | 1                 | 0                 | 25       | 1      | 4           | 0          |
| T. Stockinger   | 22       | 0       | 2           | 0          | 1                 | 0                 | 0                 | 0                 | 23       | 0      | 2           | 0          |
| M. Thomann      | 10       | 0       | 1           | 0          | 0                 | 0                 | 0                 | 0                 | 10       | 0      | 1           | 0          |
| F. Weber        | 29       | 1       | 9           | 1          | 1                 | 0                 | 1                 | 0                 | 30       | 1      | 10          | 1          |
| T. Weber        | 12       | 0       | 5           | 0          | 0                 | 0                 | 0                 | 0                 | 12       | 0      | 5           | 0          |
| P. Weimar       | 1        | 0       | 0           | 0          | 0                 | 0                 | 0                 | 0                 | 1        | 0      | 0           | 0          |
| L. Zahaczewski  | 1        | 0       | 2           | 0          | 0                 | 0                 | 0                 | 0                 | 1        | 0      | 2           | 0          |
| E. Zejnullahu   | 31       | 6       | 4           | 2          | 1                 | 0                 | 0                 | 0                 | 32       | 6      | 4           | 2          |
| M. Ziereis      | 37       | 8       | 3           | 0          | 1                 | 0                 | 0                 | 0                 | 38       | 8      | 3           | 0          |